# Lago di Vedana
Il lago di Vedana è un piccolo specchio d'acqua di origine glaciale situato nel territorio comunale di Sospirolo, in provincia di Belluno. Posto subito a meridione della catena dei Monti del Sole, e qualche chilometro ad est del più grande lago del Mis, non presenta immissari ed emissari, costituendo cioè un bacino endoreico.
Il lago giace in una zona di grande interesse naturalistico, alle porte del Parco nazionale delle Dolomiti Bellunesi; esso occupa una piccola depressione causata da un antico alveo del fiume Cordevole, all'interno di una zona denominata Masiere, un'ampia distesa di grossi massi e detriti ormai ricoperta in larga parte da vegetazione pioniera.
Il lago di Vedana e i prati torbosi de “Le Torbe” costituiscono delle “oasi umide”; il lago è alimentato da vene idriche sotterranee, lungo la direttrice di un'antica valle abbandonata del torrente Cordevole. I prati de “Le Torbe” rappresentano probabilmente lo stadio evolutivo finale di un ambiente palustre (o lacustro-palustre) insediato in un avvallamento marginale, circoscritto da depositi glaciali grossolani e caratterizzato da un drenaggio lento e difficoltoso, con sottofondo di terreni limosi-sabbiosi. Nei pressi di San Gottardo sorge la Certosa di Vedana, antico monastero certosino.
L'importanza di questo lago è stata segnalata da Caldart (1962), naturalista bellunese, e in seguito inserita tra i biotopi meritevoli di speciale conservazione in uno storico volume edito dalla Società botanica italiana nell'ambito di un censimento condotto dall'Università di Camerino (Aa.Vv.,1979).

## Fauna
La fauna composta da anfibi e rettili presenti in questo biotopo, in parte già conosciuta nei suoi elementi caratterizzanti, ospita elementi tipici di aree poste a quote medio-basse e specie prevalentemente termofile. 
La popolazione ittica del lago è stata modificata a scopo ricreativo: presso il lago è praticata la pesca sportiva. Le specie presenti includono trota iridea, carpa, tinca, pesce persico, scardola, luccio, cavedano.
Fra gli anfibi, decisamente comune appare la salamandra pezzata, che predilige riprodursi in acque piuttosto ossigenate, per cui la sua presenza nel biotopo è legata soprattutto ad ambienti marginali dove abbondano ruscelli. Anche il tritone punteggiato è piuttosto comune e si riproduce in acque stagnanti con abbondante vegetazione. Il rospo comune è la specie più numerosa e si riproduce anche all'interno del lago, sulle cui sponde si possono trovare i girini, che cercano un nascondiglio tra la vegetazione ripariale, per sfuggire alla predazione da parte della fauna ittica. Vi sono inoltre la raganella padana, la rana agile e la rana verde.
Tra i rettili è possibile osservare la lucertola dei muri, l'orbettino, il ramarro, la biscia tessellata e la biscia dal collare barrata che è stata segnalata in una località prossima al biotopo (Certosa di Vedana). 
Nei dintorni del biotopo sono state segnalate altre due specie di serpenti, il colubro di Esculapio e il colubro liscio.
Il lago costituisce un buon habitat per il germano reale che qui si riproduce e per la gallinella d'acqua che spesso si può osservare al margine del canneto. Interessante la presenza del porciglione, un uccello acquatico di cui si hanno poche segnalazioni per il Bellunese; è invece segnalato al lago di Vedana, sia in primavera che in autunno.
Anche l'airone cenerino, frequenta le rive dello specchio d'acqua, dove cerca pesci, anfibi e rettili di cui si nutre. Nei boschi attorno al lago la specie più caratteristica è la ghiandaia, a cui si associano la cincia bigia, la cinciallegra, il fringuello, il pettirosso, il merlo.
Gli ambienti forestali sono frequentati dal picchio rosso maggiore e dal picchio muratore. 
Nelle boscaglie attorno al lago è inoltre presente il capriolo che sembra raggiungere discrete densità di popolazione, mentre l'attigua zona delle Masiere offre ottimi habitat riproduttivi per il tasso che continuamente scava le proprie tane tra i massi, e per la volpe.

## Flora
La flora del Lago di Vedana è composta da varie specie tra cui:
- Persicaria amphibia: la specie resiste bene anche ad ambienti meso-eutrofici, ma nelle ultime stagioni non è più stata osservata. Questa è una delle pochissime stazioni in Provincia di Belluno
- Nymphaea alba: rispetto agli anni '70, durante i quali si ricordavano solo le forme tipiche a fiore bianco, sono comparse ninfee a fiori giallastri e altre a fiori rosei, probabilmente immesse (non autoctone)
- Najas marina. Se ancora presente, sarebbe l'unica stazione in Provincia di Belluno
- Teucrium scordium. Specie molto rara, buon indicatore ecologico. Scoperta da Caldart, non era più stata segnalata ma nel giugno 2000 è riapparsa, in fiore, sulla sponda occidentale.

A livello vegetazionale, lo specchio d'acqua e le sponde rappresentano ambienti ancora interessanti per la loro unicità su base Provinciale, anche se i fenomeni di degrado e di frammentazione risultano evidenti.
Attorno al lago è straordinariamente abbondante Ulmus minor, sia in ambiente igrofilo, tra i salici e il canneto, sia nel ceduo più asciutto. 
L'area boschiva interessa tutta l'area circostante il lago ed in particolare la sua sponda destra. Quest'area corrisponde alla zona meno degradata, dove la gestione selvicolturale è il ceduo. Nella fascia che si sviluppa tra la strada che conduce alla certosa di Vedana ed il lago, sono presenti formazioni riconducibili a orno-ostrieti (una formazione forestale costituita da Fraxinus ornus e da Ostrya carpinifolia) tipici o a carpineti con ostria.
Il carpino nero, insieme all'orniello, è localizzato nelle zone più pendenti e soleggiate, mentre negli impluvi, in corrispondenza di suoli maggiormente maturi, prevale il carpino bianco.
La vegetazione più prossima al lago è costituita da diversi arbusti che, oltre ad incrementare la biodiversità, hanno elevata valenza faunistica: Viburnum opulus e Viburnum lantana, Prunus spinosa, Cornus sanguinea, Salix purpurea.

## Galleria d'immagini

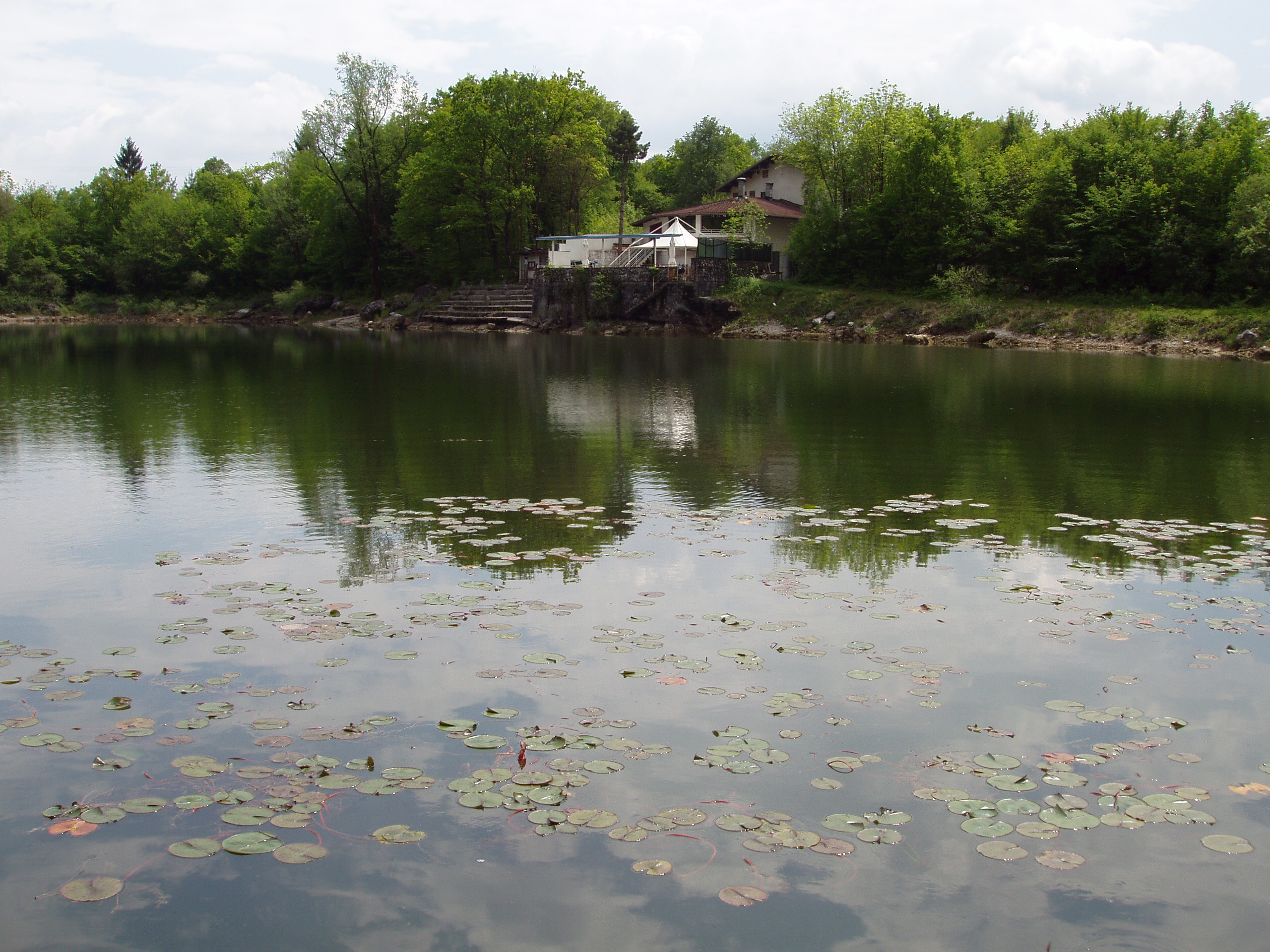
Alcune ninfee presso le sponde del lago.
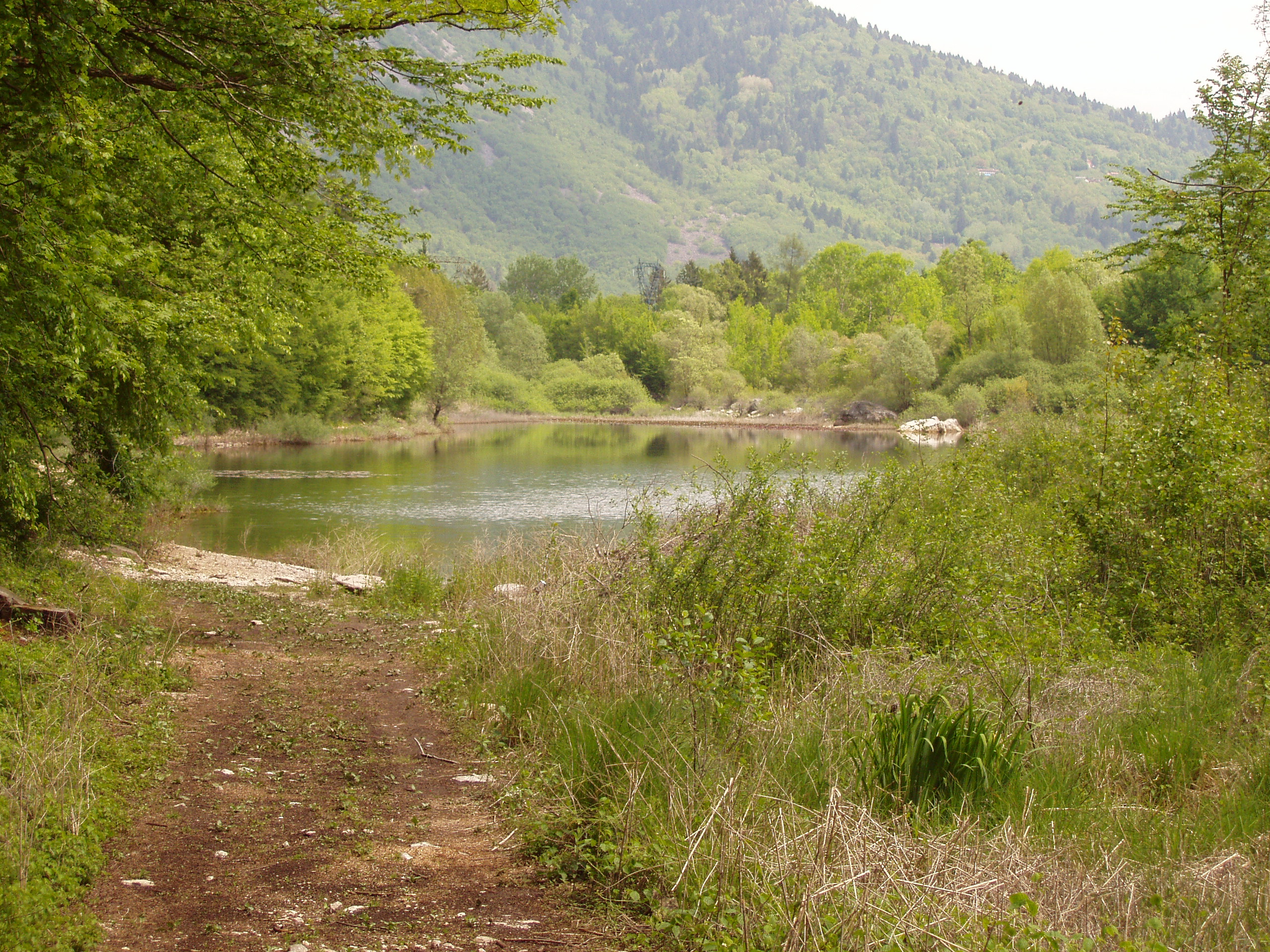
Il lago e l'ambiente vegetazionale circostante.